# Venturia chlorospora
Venturia chlorospora är en svampart som först beskrevs av Vincenzo de Cesati, och fick sitt nu gällande namn av Petter Adolf Karsten 1873. Venturia chlorospora ingår i släktet Venturia och familjen Venturiaceae.  Arten är reproducerande i Sverige. Inga underarter finns listade i Catalogue of Life.